# Macna atrirufalis
Macna atrirufalis är en fjärilsart som beskrevs av George Francis Hampson 1897. Macna atrirufalis ingår i släktet Macna och familjen mott. Inga underarter finns listade i Catalogue of Life.